# ミステリーサラ
『ミステリーサラ』（Mystery sara）は、青泉社（旧Bbmfマガジン）が発行する日本の女性向け月刊漫画雑誌。2007年10月13日創刊。発売日は前月13日。
1989年にスコラが創刊したレディースコミック誌『Sakura mystery』が起源。主にミステリーとホラーの漫画作品を掲載。連載作品は長編よりも短篇の連作が中心で、前身の月刊誌『サクラミステリー』から引き継がれたものが多い。姉妹誌として月刊『ミステリーブラン』（Mystery Blanc）がある。掲載された作品の単行本は、LGAコミックス（エル・グリーンアロー・コミックス）のレーベルでBbmfマガジンより刊行されている。

## 年表
- 1989年 - スコラより『Lady's Comic Sakura』の増刊号として、『Sakura mystery』Vol.1(12月20日号)発行[1]。
- 1992年 - 『Lady's Comic Sakura』が7月号より『Sakura』へと誌名変更したため、増刊元雑誌が移行する[1][2][3]。
- 1997年 - Vol.70（1月増刊号）を最後に増刊枠での発行を終了し、独立創刊する[1]。また7月号より発行所：スコラ、発売元：青葉出版の体制へと移行する（この体制は1999年3月号まで続く）[1]。
- 1999年 - スコラの倒産に伴い3月号を以って休刊するが、7月号より復刊しあおば出版へと発行元が移行する[1]。また9月号より『サクラミステリー』に誌名を変更[4]。
- 2007年 - あおば出版の破産に伴い7月20日発売の8月号を以って休刊するが[4]、10月13日発売の11月号より『ミステリーサラ』へと誌名を変更した上でグリーンアロー出版社が復刊し新創刊[5]。
- 2009年 - 5月号よりグリーンアロー出版社の合併吸収先Bbmfマガジンからの発行となる[5]。
- 2013年 - 2月号よりBbmfマガジンの合併・社名変更に伴い青泉社の発行となる。

## 主な掲載作品
- あかりとシロの心霊夜話（西尚美）
- 横濱幻影写真館（市川ジュン）
- 鬼談（櫂広海）
- 霊感動物探偵社（山内規子）
- コンシェルジュ江口鉄平の事件簿（大政喜美子）
- ネロ - Noir -（宮脇明子）
- 百物語（大橋薫）
- 闇だまり（成毛厚子）
- 死者の花嫁（小林薫）
- ミステリーショッパー市子の報告書（川崎ひろこ）
- コキュートスは嗤う（高口里純　原作：江上剛『腐蝕の王国』）
- 霊感少年の事件簿（はざまもり）
- Nite - 闇に幸あれ -（小野弥夢）
- 鬼に染まる（鈴木雅子）
- 昼月（原田梨花）
- 文鳥様と私（今市子）

## ミステリーブラン
『ミステリーブラン』（Mystery Blanc）は、青泉社が発行する日本の女性向け月刊漫画雑誌。2007年10月22日にグリーンアロー出版社によって『ミステリーサラ』増刊扱いにて刊行を開始。2008年9月3日発売の10月号にて独立創刊する。2009年5月号から2013年1月号までの発行元はグリーンアロー出版社の合併吸収先Bbmfマガジン、2013年2月号からはBbmfマガジンの合併・社名変更に伴い青泉社となっている。発売日は前月3日。
前身はあおば出版が2007年8月号まで発行していた『サクラミステリーデラックス』だが、メディアックスによって現在も同じ誌名で発行されているため、本誌のみが後継誌というわけではない。読み切りの短篇や連載の他に、『ミステリーサラ』で連載されている短篇連作から単行本未収録の2 - 3篇を総集編として随時再録。他の出版社で単行本が絶版または重版未定となっているミステリーの長編や短篇連作もしばしば再録連載され、それらの作品の番外編や新作が掲載されるケースもある。こういった再録方式については、あおば出版の『サクラミステリーデラックス』の編集方針が踏襲されている。また、あおば出版が2007年8月号まで発行した『サクラミステリー』に連載されて『サクラミステリーデラックス』で随時総集編が掲載されていた作品については、いずれも『ミステリーサラ』の連載と『ミステリーブラン』の総集編に引き継がれている。

### 主な掲載作品
- あかりとシロの心霊夜話総集編（西尚美）
- 鬼談総集編（櫂広海）
- 愛しすぎる女たち総集編（ありさか邦）
- 逢魔が時に会いましょう総集編（小野弥夢）[8]
- 光と闇の方程式総集編（おおにし真）[9]
- 闇の果てから（津雲むつみ）[10]
- 砂の方舟（宮脇明子）[11]
- 愚か者の宴（宮脇明子）[12]
- 水迷宮（成毛厚子）[13]
- 女検事・玲緒奈（たむろ未知）[14]
- 闇の事件簿（日高七緒）[15]
- 16の封印（鈴木雅子）[16]
- 闇からの助言者（西尚美）[17]
- 夢のむこうがわ（西尚美）[18]
- フェルトセンス - 心理カウンセラー御薗泪の事件カルテ -（立木美和）
- 翼をもつもの（野妻まゆ美）
- 葬儀屋事件簿（小林薫）
- 終子の緋（倉持知子）
- 花の柩（井上洋子）
- こどもおばけ（橋本多佳子）
- 雪化粧（はざまもり）
- 文鳥様と私（今市子）